# Горшков, Иван Сергеевич
Иван Сергеевич Горшков (род. 26 июня 1986, Воронеж) — современный российский художник, скульптор, живописец, график, соучредитель Воронежского центра современного искусства.
Используемая техника в работах: тотальная инсталляция, живопись, глитч-арт, коллаж, паблик-арт, скульптура.
Часто коллажирует объекты из дерева, игрушек, ткани, покрытого эмалью металла.

## Биография
Родился в Воронеже.
Окончил художественное отделение Воронежского государственного педагогического университета (2008).
В 2007 снимает анимационные фильмы («Дюбал Вахазар», «Деды Морозы»). Занимался подготовкой иллюстраций для книг.
Всерьез заявил о себе в 2010 году, тогда же приобрел амплуа брутального скульптора, работающего с железом.
В 2014 году в московском арт-центре «Винзавод» торгах VLADEY — крупнейшем российском аукционе современного искусства — скульптуру Ивана Горшкова «Слеза врага» французский коллекционер Пьер Броше купил за 2000 евро, об этой покупке упомянул журнал Forbes.
«Художник года» ярмарки Cosmoscow 2017 года, стипендиат программы поддержки молодых художников Музея современного искусства «Гараж».
Один из ярких представителей «Воронежской волны», соучредитель Воронежского центра современного искусства.
По версии The Art Newspaper Russia в рейтинге молодых художников России занял 20 место из 50.
Трижды стипендиат программы поддержки молодых художников от ЦСК «Гараж».
Активный популяризатор современного искусства.
В 2017 и 2019 году оказывается в списке лучших современных авторов в возрасте до 50 лет творчество которых имеет высокую инвестиционную привлекательность по версии Организатора рейтинга — компании Арт-Рейтинг AQ.
Сотрудничает с галереями Marina Gisich Gallery (Санкт-Петербург) и Diehl Gallery (Берлин). Участник многочисленных групповых выставок; персональные выставки художника проходили в Воронеже (галерея Х.Л.А.М.), Москве (ЦСИ «Винзавод», галерея Paperworks), Санкт-Петербурге (галерея Марины Гисич), Вене (Knollgallery, AA collections), Берлине (Diehl CUBE), Париже и Будапеште.
Живёт и работает в Воронеже.

## Персональные выставки
2019

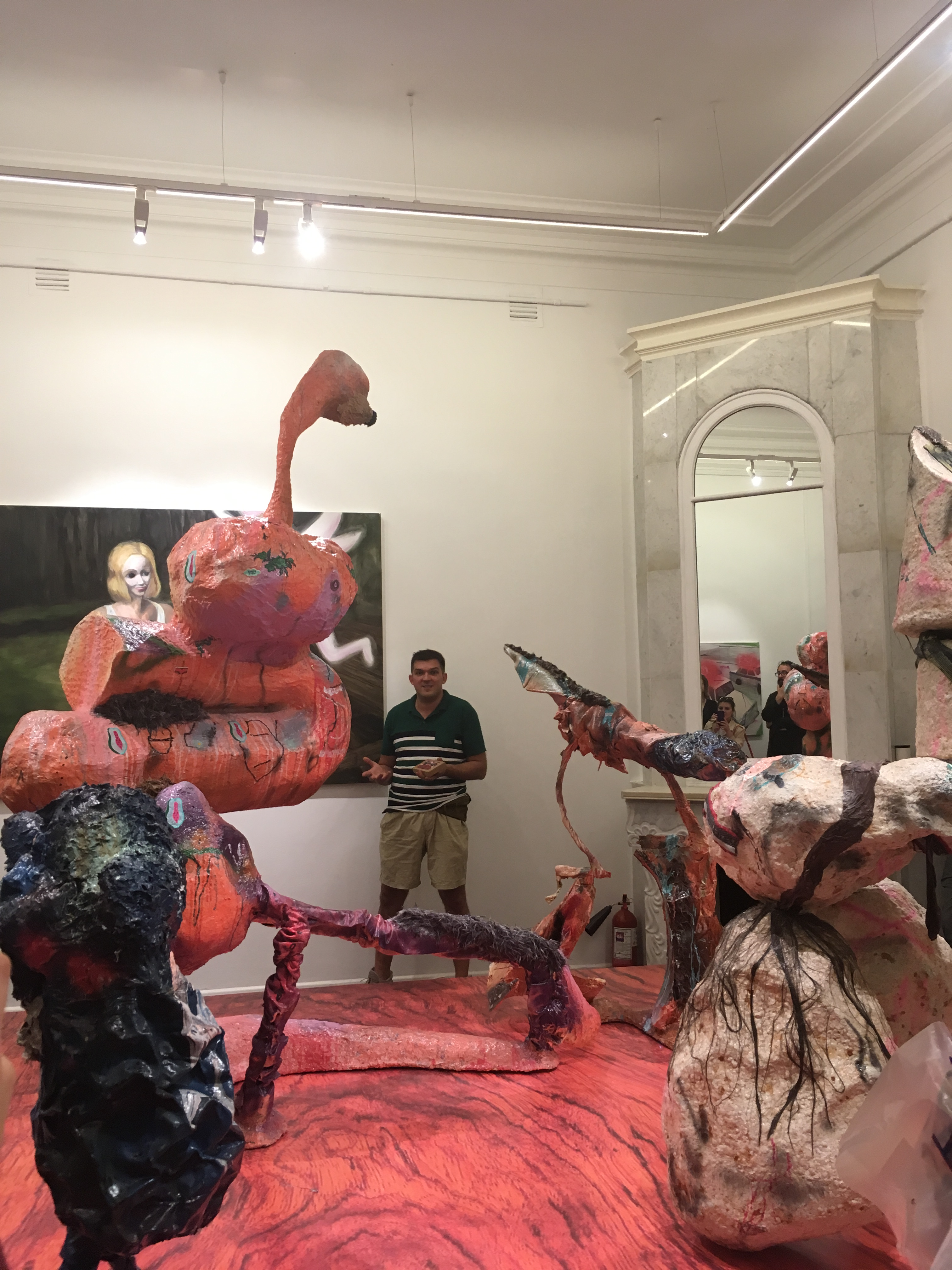
Персональная выставка «Фонтан всего», 2019, Московский музей современного искусства

«Фонтан всего», Московский музей современного искусства, Москва

2018
«Мои родные милые места», Воронежский камерный театр, Воронеж, Россия
«Дорога Королевского пирога», Казань
«Крем брюле», Новая Голландия, Санкт Петербург
«Пещера красивых бровей», галерея Х.Л.А.М., Воронеж
«Драконы оставили свое жилище, лишь ветер гуляет в пустых стенах», PERMM, Пермь

2017
«ГИПЕРПРЫЖОК И МУРАВЬЕД», Marina Gisich Gallery, Санкт-Петербург, Россия.
«Крем-брюле», пространство «Юла Pizza», Санкт-Петербург, Россия
«NokturnalAnimals», пространство резиденции, Выкса
2016
«Мираж оборжаки», пространство фонда В.Смирнова и К.Сорокина, Москва Россия.
«Поле чудес», Воронежский ЦСИ, Воронеж, Россия
«Гиперпрыжок и муравьед», Воронежский ЦСИ, Воронеж
«Мираж оборжаки», пространство фонда Смирнова и Сорокина, Москва
«Поле чудес», Воронежский ЦСИ, Воронеж
2015
«Хрустальные сапоги», Галерея Марины Гисич, Санкт-Петербург, Россия.
«Лебединое озеро», Воронежский ЦСИ, Воронеж, Россия.
«Праздник улучшений», ЦСИ «Заря», Владивосток, Россия
«Путь королевского пирога», Diehl Cube, Берлин, Германия
«Веневия», парк усадьбы Веневитиновых, Воронежская область, Россия
2014
«Instant bliss», Knoll galerie Budapest, Будапешт
Король Паштет", ресторан O’hara, Воронеж
2013
«Instant bliss», Knoll galerie Wien, Вена, Австрия
2012
«Золотой павильон», галерея Х.Л.А.М., Воронеж, Россия
«Лесной царь», Peperworks gallery, Москва, Россия
«Заседание материи», Aa collections, Вена, Австрия
2011
«Точка кипения», Galerie l’Aleatoire, Париж
2011
«Комедия», галерея Х.Л.А.М., Воронеж
2010
«Паркур», площадка молодого искусства СТАРТ, Москва
2009
«Ледяная гуща», галерея Х.Л.А.М., Воронеж
2005
Акция «Проникновение». Воронеж, 2005 

## Избранные коллективные выставки
2019
5 Уральская индустриальная биеннале (основной проект), Екатеринбург

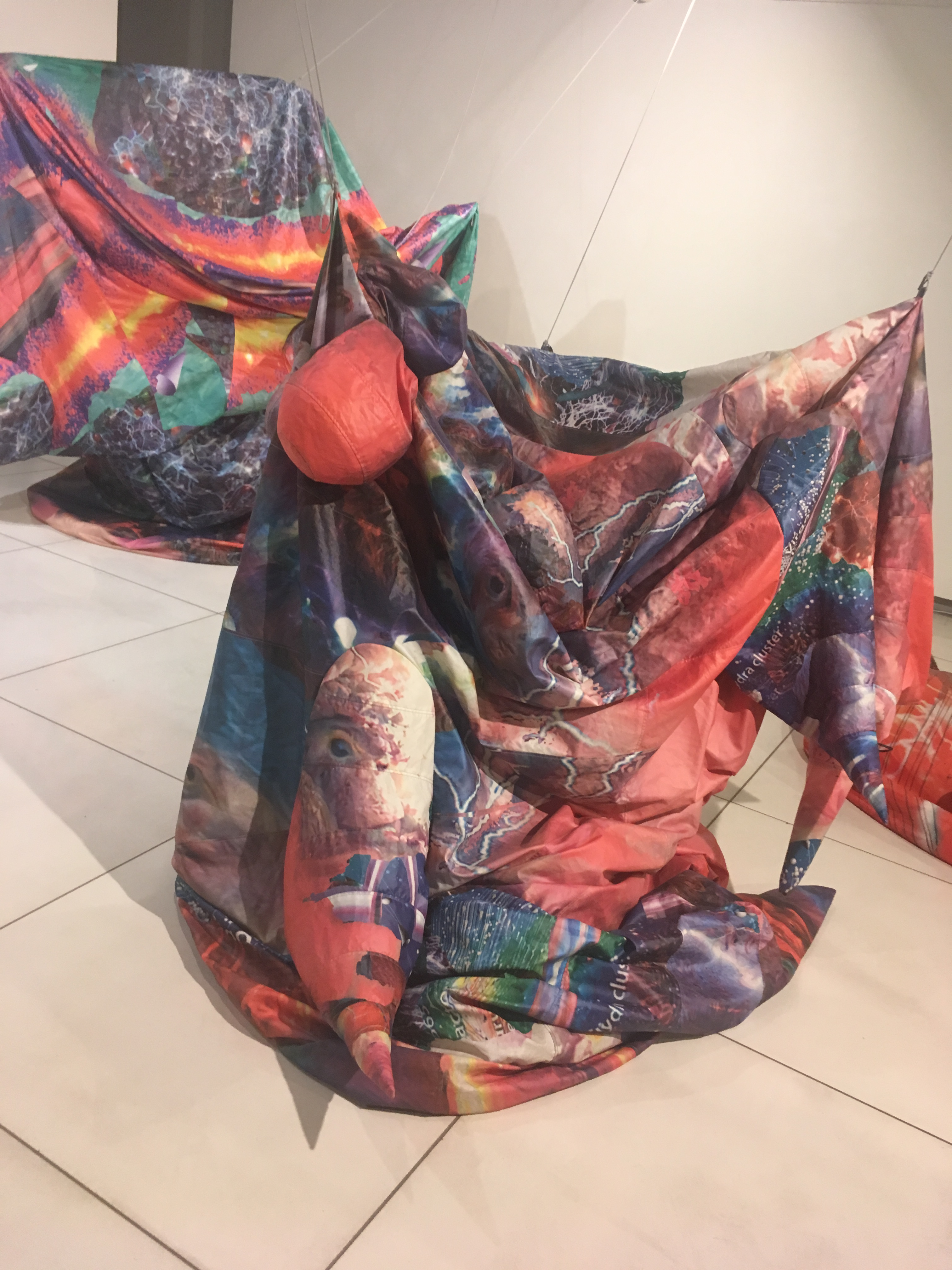
Работа Ивана Горшкова. Выставка «Нежные касания цифровых тел». 2019. Gallery Victoria. Куратор Анастасия Альбокринова

«Нежные касания цифровых тел», Галерея Виктория, Самара (куратор Анастасия Альбокринова)
«Benua Art Garden», Сад Бенуа, Санкт-Петербург
2018
«Трагедия в углу», Музей Москвы, Москва
«Истории настоящего», Воронеж
2017
«Путешествие к центру Земли» Artplay, Москва, Россия
Rohkunstbau, Берлин, Германия
«Nocturnal animals», Выкса, Россия
2016
«Собака кость зарыла», Новое крыло дома Гоголя, Москва, Россия
«В славном городе Воронеже», ЦСИ Винзавод, Цех красного, Москва, Россия
«Ура скульптура», Москва, Санкт Петербург
2015
«Провенанс», Marina Gisich Gallery, Санкт-Петербург, Россия
2014
«Последний выходной на Воронежском море», Макаронка, Ростов-на-Дону, Россия
«Gaïa по-русски», UVKE, Таллин, Эстония
«Догнать черепаху», Краснодарский институт современного искусства / КИСИ, Краснодар, Россия
«Каменная поступь рассвета», ВЦСИ, Воронеж, Россия
«Детектив», ММСИ, Москва
2013
«Space LAB», Лейпциг, Германия
«Heavy metal», Винзавод, Москва, Россия
«Народные мотивы в творчестве современных художников Черноземья», Воронеж, Россия
«Бестиарий», ВЦСИ, Воронеж, Россия
«В садах», галерея 21, Москва, Россия
«Сопромат», галерея Триумф, Москва
«Revisiting the Space Voronezh», ВЦСИ, Воронеж
«Госзаказ», Pechersky Gallery, Москва
«The Rest Of Thr World», Ural Vision Gallery, Екатеринбург
2012
«Среда ожидания», Галерея 21, Москва, Россия

«Art for Fake», K35, Москва, Россия
«Контриллюзии», Галерея 21, Москва, Россия
2011
«Формы разума», галерея Х.Л.А.М., Воронеж
«Руины утопии», галерея Х.Л.А.М., Воронеж
«Трудовая книжка», Проект Фабрика, Москва
«Из области практического знания», галерея GMG, Четвёртая Московская биеннале современного искусства, Москва
«Contra Mater», Четвёртая Московская биеннале современного искусства, Москва
«Искусство против географии. Культурный альянс», Четвёртая Московская биеннале современного искусства, Москва
«Выбирай сердцем», IX Красноярская музейная биеннале, Красноярск
2010
«Основания», ВЦСИ, Воронеж
«Единственное отличие», Проект Фабрика, Москва
«Живой музей перформанса», ВЦСИ, Воронеж
2009
«Дальше действовать будем мы!», ВЦСИ, Воронеж
Фестиваль Лэнд-арта «Забота», ВЦСИ, музей-заповедник Дивногорье
«Забота», Армянский 13, Москва
«Can’t take it anymore», ВЦСИ, Воронеж
2008
«Воронежский пленер», галерея Х.Л.А.М., Воронеж
«Nudo», галерея Х.Л.А.М., Воронеж
2006
«Стой! Кто идет?», Москва
Участник творческого объединения «Популярные Пограничные Исследования» (совместно с Арсением Жиляевым и Ильей Долговым). Воронеж.

## Цитаты
У меня как у регионального художника есть комплекс: мне кажется, что все не очень понимают, что я вообще делаю, как связаны разные мои практики и связаны ли вообще.
Мне нравится делать такой арт-объект, чтобы он обладал живым взглядом, словно человеческим. Вот смотришь ему в глаза — а он и пугает, и манит, становится и интересно, и противно. Получается эффект возмущения. Похожие приемы создают работу, которую можно идентифицировать с личностью. И с помощью этого, конечно, сокращается дистанция. Чувствуется, что перед тобой не холодный объект, а субъект и персонаж. Любая непонятная ерунда может стать персонажем. Например, пень — кикиморой. В этом есть мистическая загадочность.

## Оценка творчества
Его полуабстрактные объекты из дерева, игрушек, ткани, покрытого эмалью металла напоминают монстров, мутировавшую органику и деформированные фигуры людей. Эти образы в экспрессионистской манере отражены и в живописи. Объединяет работы в инсталляции c вымышленными сюжетами и персонажами. — VLADEY
Занимается преимущественно полой металлической скульптурой, с виду напоминающей мусорных монстров. На него возлагают большие надежды как на молодого российского скульптора новой формации. 
Иван комбинирует живопись и графику с элементами интернет-среды — мемами, коллажами и стикерами. Главный прием автора — размывание границ между цифровым и физическим. В экспозицию включены разноформатные работы последних лет и несколько новых арт-объектов. Основной акцент сделан на панорамах — композициях, помещенных под стеклянные музейные колпаки. 
Непринужденное сочетание материалов, текстур и визуальных языков в произведениях Горшкова рождает динамичные, склонные к трансформациям образы. — Алексей Масляев

## Семья
Отец — Горшков Сергей Иванович (р. 1958 г.). Сфера деятельности: современное искусство. Художник.
Мать — Горшкова Людмила Павловна (р. 1958 г.). Сфера деятельности: народная музыка. Музыкант.
Жена — Горшкова Юлия Владимировна (р.1985). Сфера деятельности: Современный танец, перформанс, танце-двигательная терапия.
Дети:
Горшков Степан Иванович (р. 2015)
Горшков Василий Иванович (р. 2019)

## Премии и награды
- 2020 — премия «Инновация» в номинации «Художник года» (персональная выставка «Фонтан всего», Московский музей современного искусства)[46]